# Keys to Ascension
Keys to Ascension — четвертий концертний альбом гурту Yes. Виданий 28 жовтня 1996 року лейблом Essential Records. Загальна тривалість композицій становить 1:56:12. Альбом відносять до напрямку прогресивний рок.

## Список пісень

### CD 1
1. «Siberian Khatru» — 10:16
2. «The Revealing Science of God (Dance of the Dawn)» — 20:31
3. «America» — 10:28
4. «Onward» — 5:40
5. «Awaken» — 18:29

### CD 2
1. «Roundabout» — 8:30
2. «Starship Trooper» — 13:06
«Life Seeker»
«Disillusion»
«Würm»
3. «Be the One» — 9:50
«The One»
«Humankind»
«Skates»
4. «That, That Is» — 19:15
«Togetherness»
«Crossfire»
«The Giving Things»
«That Is»
«All in All»
«How Did Heaven Begin?»
«Agree to Agree»

## Склад
- Джон Андерсон: вокал
- Кріс Сквайр: бас, вокал
- Стів Гау: гітара, вокал
- Рік Вейкман: клавішні
- Алан Вайт: барабани